# Atractocarpus pterocarpon
Atractocarpus pterocarpon là một loài thực vật có hoa trong họ Thiến thảo. Loài này được (Guillaumin) Puttock mô tả khoa học đầu tiên năm 1999.